# Harold Gray
Harold Lincoln Gray (Kankakee, Illinois, 20 de enero de 1894 - La Jolla, California, 9 de mayo de 1968) fue un historietista estadounidense, conocido por ser el creador de Little Orphan Annie, historieta que publicó durante cuarenta y cinco años. La tira inspiró el musical de Broadway de 1977 Annie, y su adaptación cinematográfica de 1982.

## Primeros años
Nacido en Kankakee, Illinois, Gray creció en una granja cercana a Chebanse. Sus padres, Ira L. Gray y Estella M. Rosencrans, fallecieron antes de que terminara la escuela secundaria en 1912 en West Lafayette, Indiana, donde se habían mudado. En 1913, obtuvo su primer empleo relacionado con las caricaturas en un periódico local de Lafayette. Se graduó de la Universidad Purdue en 1917 con un título en Ingeniería, pero como artista siempre fue autodidacta. En 1917, fue contratado por el Chicago Tribune con un salario de quince dólares estadounidenses a la semana. Durante la Primera Guerra Mundial, sirvió como instructor de bayonetas con el grado de teniente. Una vez liberado del ejército, regresó al Chicago Tribune y permaneció allí hasta 1919, cuando comenzó a trabajar por su cuenta como artista comercial. 

## Tiras cómicas
Entre 1921 y 1924, hizo las letras para The Gumps, una tira del caricaturista Sidney Smith. En 1924, después de que se le ocurriera una idea para una tira llamada Little Orphan Otto, el editor del periódico Joseph Medill Patterson cambió el nombre a Little Orphan Annie y programó el lanzamiento de la historieta para el 5 de agosto. La primera esposa de Gray, Doris C. Platt, falleció a finales de 1925. El viudo volvió a casarse en 1929, con Winifred Frost, y se mudaron a Greens Farms, Connecticut; desde esa época comenzaron a pasar los inviernos en La Jolla, California.
Para la década de 1930, Little Orphan Annie había pasado de ser un melodrama dibujado de manera cruda a una historia con argumentos de novela. El diálogo consistía, en su mayoría, en exposiciones sobre la filosofía política conservadora del propio Gray; no ocultaba su disgusto por el New Deal del presidente Franklin Roosevelt, y solía condenar a los sindicatos y a otras cosas que veía como obstáculos para la forma de vida estadounidense. El crítico Jeet Heer, que hizo su tesis sobre Gray y escribió introducciones para varias colecciones de Little Orphan Annie, comentó:

Gray no era conservador durante la década de 1920: era más bien populista, hostil hacia los prestamistas avaros y especuladores, pero amable con las personas trabajadoras ordinarias, tanto si habían sido exitosas ("Daddy" Warbucks) como si no (los pobres granjeros, los Silos). En esa época, Gray incluso defendía a los sindicatos, e hizo que Annie llevara a cabo una exitosa huelga individual contra un jefe que la maltrataba. Las opiniones políticas de Gray se volverían más partisanas en los 30, cuando la presidencia de Franklin Roosevelt polarizó la política estadounidense y la dividió entre los que veían el New Deal como la salvación para la clase trabajadora y los que lo veían como el final de la libertad nacional. Gray se posicionó como anti-Roosevelt y convirtió a Annie en una derechista mucho más explícita... Debe haber aspectos en la vida de Gray que no se incluyeron en su historieta. Hay rumores de que era mujeriego, y eso no se demuestra demasiado en Annie, aunque puedes captar indirectas de este rasgo aquí y allá... Ser caricaturista en un periódico es similar a llevar un diario íntimo: aunque escribas solo sobre el clima y las compras, parte de tu personalidad se verá plasmada en la obra. En el caso de Gray, la tira reflejaba su dura visión del mundo, su amor por el trabajo duro, su espíritu populista y también su miedo hacia aquellos que, según él, estaban menoscabando a la sociedad por su pereza y su mezquindad. Aprendes mucho sobre su personalidad a través de su trabajo, lo cual es la razón por la que su tira es una de las más importantes...  Sidney Smith (creador de The Gumps) era un gigante en su época cuyo lugar en la historia ha sido olvidado ampliamente. En la década de 1920 y los años que le siguieron, The Gumps fue una de las principales tiras del país, amada por millones. Lo que la diferenciaba de otras historietas era que, aunque tenía un elemento cómico, Smith también añadía cierto melodrama. Fue el primer paso hacia las novelas en forma de historietas, con el destino de los personajes definiéndose a lo largo de muchos meses... Es una pregunta interesante la de por qué las obras de Gray siguen siendo recordadas y amadas mientras que Smith ha sido olvidado. Sospecho que la respuesta a la pregunta tiene algo que ver con la habilidad de Gray para la caracterización. Al igual que Charles Dickens, Gray tenía un don natural para crear personajes vívidos y realistas. Annie y Warbucks son el mejor ejemplo: ambos son tan fuertes, vigorosos y memorables. Una vez que lees sus aventuras, es difícil olvidarse de ellos.

Gray solía ayudar como escritor fantasma en Little Joe (1933-72), la tira de su asistente (y primo) Ed Leffingwell y continuada por el hermano de Ed, Robert. Más tarde comenzó a publicarse Maw Green, un derivado de Annie, como historieta secundaria para Little Orphan Annie. 
Gray se volvió multimillonario gracias a las películas, las emisiones radiales y los productos basados en Annie. Falleció de cáncer en el Hospital Scripps Memorial en La Jolla el 9 de mayo de 1968, a los setenta y cuatro años de edad.

## Archivos
Las obras de Harold Gray se encuentran en el Departamento de Colecciones Especiales en la biblioteca de la Universidad de Boston. La colección Gray incluye obras de arte, material impreso, manuscritos, fotografías, un álbum de recortes, una historia corta titulada "Annie" y cartas, postales y telegramas que datan entre 1937 y 1967 de Collier’s, la Universidad Purdue, Al Capp y Mort Walker. Los libros y borradores de Gray son de 1929, 1931, 1933-1935, 1937, 1944, 1946, 1949, 1950-59 y 1961. Sus retratos fotográficos lo muestran como un oficial del ejército de los Estados Unidos.